# Jorge Lavat
Jorge Lavat Bayona (Ciudad de México, 3 de agosto de 1933-Ciudad de México, 14 de septiembre de 2011), conocido como Jorge Lavat, fue un actor, actor de doblaje y locutor mexicano. 
Entre los personajes a los cuales prestó su voz se encuentran Gomez Addams de la famosa serie Los Locos Addams, el Agente 00-P2 James Bond en sus dos primeras películas, Britt Reid / Avispón Verde en El Avispón verde y Stratos en He-Man y los amos del Universo, entre muchos otros.

## Biografía

### Primeros años
Nació en Ciudad de México, siendo hijo de Francisco Lavat Verástegui y Edelmira Bayona Oropeza. Tuvo seis hermanos: Francisco, Paquita, Martha, María Elena y los también actores Queta Lavat y José Lavat. De joven viajó a Tijuana con intenciones de convertirse en piloto de aviación, pero regresó a la capital donde trabajó como recepcionista de hotel. 
Frecuentemente acompañaba a su hermana Queta a los estudios San Ángel, donde en el año 1957 empezó como actor de doblaje, prestando su voz para los doblajes de series norteamericanas como Los locos Addams, Los Intocables y El Avispón Verde.

### Carrera
Su gran oportunidad llegó en 1958 cuando el productor Gregorio Walerstein lo contrató para la película Las mil y una noches, al lado del gran actor Germán Valdés y la actriz María Antonieta Pons. Fue parte del grupo de actores que participaron en la primera telenovela hecha en México, Senda prohibida, en el año 1958. Participó en más de treinta películas, entre las que se encuentran: ¡Ay, Jalisco no te rajes!, El escapulario, Flor marchita, La hermanita Dinamita, Secreto de confesión, Triángulo, Yesenia y La caravana de la muerte. También participó en las telenovelas Corona de lágrimas, Anita de Montemar, Cruz de amor, Yesenia, La Constitución, Hermanos Coraje, Quinceañera, Muchachitas y La vida en el espejo entre muchas otras, así como innumerables obras de teatro. Los últimos 8 años representó el monólogo Pena de muerte haciendo presentaciones por toda la república mexicana.
Por su hermosa voz también fue reconocido como gran declamador, quedando para la historia dieciocho álbumes con bellas interpretaciones de temas, especialmente románticos. De él recordamos uno ya clásico, la versión en español de Desiderata, infaltable en las colecciones de los buenos conocedores de la canción hablada del mundo hispano-parlante.
Sus últimos trabajos en el cine fueron en El estudiante, Ella y el candidatoy Marcelino pan y vino. Para la televisión, fue en la telenovela de Venevisión y Univision realizada en Miami Eva Luna en el año 2011.
A lo largo de su vida se hizo acreedor a innumerables reconocimientos siendo el último la Diosa de Plata de Pecime como Mejor Actor por la película El estudiante.
Su último trabajo fue en el videojuego Fable III, interpretando a Sir Walter.

## Vida personal
Jorge se casó en 3 ocasiones. La primera vez con Beatriz Romo, no procrearon hijos. Tuvo una relación con Chuty Rodríguez y procreó dos hijas: Paola y la también actriz Adriana Lavat. 
Su segundo matrimonio fue con Socorro Burgos con quien tuvo dos hijos más: Valery y Jorge Francisco. 
Volvió a divorciarse. Posteriormente tuvo una relación con Ana María Torres Landa. 
Por último, se casó por tercera ocasión con la destacada actriz Rebeca Manríquez, quien es su viuda.

## Muerte
El 14 de septiembre de 2011, Lavat falleció a causa de una infección de la columna vertebral. Se le operó intentando quitar dolores fuertes en la zona lumbar. De esa operación surgió una infección y requirió dos operaciones más, la última, lo mantuvo en estado de gravedad, con coma inducido, en el Hospital Santa Elena de Ciudad de México unos días antes de su fallecimiento.
Su cuerpo fue cremado el día 16 del mismo mes y sus cenizas fueron depositadas junto a las de su madre en la Iglesia de la Santa Cruz.

## Filmografía

### Películas
- Ella y el candidato[1](2011) …. Roberto Girault
- Marcelino, pan y vino (2010) …. Fray Malo
- El estudiante (2009) …. Chano Antúnez
- Un Chihuahua de Beverly Hills (2008) …. El Diablo
- Infamia (1991)
- Los guaruras (1985)
- Los malvivientes (1985)
- El billetero (1984)
- Las modelos de desnudos (1983)
- El amor es un juego extraño (1983)
- La caravana de la muerte (1983) …. Elmo
- Vividores de mujeres (1982)
- La Jorobada (1981)
- La casa prohibida (1981)
- El perdón de la hija de nadie (1978)
- Duro pero seguro (1978) …. Armando
- Sor Tequila (1977) …. Ingeniero Ignacio Mendoza
- Eva, ¿qué hace ese hombre en tu cama? (1975) …. César
- Algo es algo, dijo el diablo (1974)
- La tigresa (1973) …. Manuel Villafuerte
- Santo y el águila real (1973) …. Manuel Villafuerte
- Besos, besos... y más besos (1973)
- La gatita (1972)
- Triángulo (1972) …. Miguel Escontria
- Sucedió en Jalisco (1972)
- La criada bien criada (1972)
- Dos mujeres y un hombre (1971) …. Mario Christie
- Secreto de confesión (1971) …. Esteban
- Yesenia (1971) …. Osvaldo Leroux
- El ídolo (1971)
- Rosario (1971)
- Las figuras de arena (1970)
- La hermanita Dinamita (1970) …. Dr. Miranda
- El criado malcriado (1969) …. Alejandro
- El aviso inoportuno (1969)
- Las impuras (1969)
- La marcha de Zacatecas (1969)
- Flor marchita (1969) …. Bernardo Molina
- Cuatro hombres marcados (1968)
- El escapulario (1968) …. Capitán
- Domingo salvaje (1967) …. Policía
- "El rata" (1966)
- La Valentina (1966) …. Erasmo
- Especialista en chamacas (1965)
- ¡Ay, Jalisco no te rajes! (1965)
- Los hijos que yo soñé (1965)
- El gallo de oro (1964)
- Napoleoncito (1964)
- Una joven de 16 años (1963)
- Azahares rojos (1961)
- Chicas casaderas (1961)
- Dos corazones y un cielo (1959) …. Representante del auditorio
- El que con niños se acuesta... (1959)
- Las mil y una noches (1958)

### Telenovelas
- Senda prohibida (1958)
- Corona de lágrimas (1965-1966) …. Edmundo "Dandy" Chavero Moncada
- Un grito en la obscuridad (1965)
- La sombra del pecado (1966)
- Anita de Montemar (1967) …. Héctor
- Deborah (1967)
- El usurpador (1967) …. Octavio "El usurpador"
- Obsesión (1967)
- Cynthia (1968)
- Cruz de amor (1968) …. Marcos de los Monteros
- Una plegaria en el camino (1969)
- La familia (1969)
- De turno con la angustia (1969) …. Rosendo Galván
- La Constitución (1970) …. Jaime López
- Cuando regreses (1970) …. Eduardo
- Yesenia (1970-1971) …. Oswaldo Leroux
- Cristo negro (1971) …. Javier
- Hermanos Coraje (1972-1973) …. Jerónimo Coraje
- El honorable señor Valdez (1973-1974) …. Esteban
- Mi hermana la Nena (1976-1977) …. Jorge
- Acompáñame (1977-1978) …. Doctor
- Añoranza (1979) …. Alberto
- Julia (1979) …. Vicente
- El periquillo sangriento (1981)
- El amor ajeno (1983-1984) …. Charlie
- Vivir un poco (1985-1986) …. Antonio Buenrostro
- Monte Calvario (1986) …. Armando Montero
- Quinceañera (1987-1988) …. Roberto Villanueva
- Muchachitas (1991-1992) …. Guillermo Sánchez-Zúñiga
- Perla (1998) …. Dr. César Altamirano
- La vida en el espejo (1999) …. Don Omar
- Cara o cruz (2001) …. Melchor Hidalgo
- La virgen de Guadalupe (2002) …. Agustín Xólotl
- Eva Luna (2010-2011) …. Julio Arismendi

### Videojuego
- Fable III (2010) …. Sir Walter

## Premios

### Premios TVyNovelas
| Año  | Categoría               | Telenovela    | Resultado |
| ---- | ----------------------- | ------------- | --------- |
| 1992 | Mejor primer actor      | Muchachitas   | Nominado  |
| 1984 | Mejor actor protagónico | El amor ajeno | Nominado  |